# Diactora oxymorpha
Diactora oxymorpha är en fjärilsart som beskrevs av Diakonoff 1960. Diactora oxymorpha ingår i släktet Diactora och familjen vecklare. Inga underarter finns listade i Catalogue of Life.